# Gipo a só Turin
Gipo a só Turin è il decimo album del cantante italiano Gipo Farassino, pubblicato il 18 novembre 1970.

## Tracce
Testi e musiche di Farassino.
Lato 1
1. Montagne del me Piemont – 3:50
2. La tera – 3:12
3. Teste parei – 3:12
4. I marssian – 2:41
5. Per 'l decóró 'd la sità – 3:20

Lato 2
1. Je suis cioch ce soir – 3:30
2. L'hai capì bin? – 3:16
3. I bonbon – 2:40
4. Giovanass – 4:52
5. L tolè 'd Civass – 3:30